# Алтухов, Сергей Викторович
Серге́й Ви́кторович Алтухо́в (род. 23 февраля 1982, Орск, Оренбургская область, РСФСР, СССР) — российский политический деятель, депутат Государственной думы VIII созыва (с 2021 года). 

## Биография
Сергей Алтухов родился 23 февраля 1982 году в Орске в Оренбургской области, детство провёл в Мончегорске, Мурманская область. В 2004 году окончил Петрозаводский государственный университет по специальности «Автоматизированные системы обработки информации и управления». Работал в крупнейших телекоммуникационных компаниях (ОАО «Телеком XXI», ПАО «МТС»), затем в международных IT компаниях (ООО «Майкрософт Рус», ООО «САП СНГ»), где отвечал за развитие бизнеса в регионах. В 2015 году стал заместителем губернатора Краснодарского края. Курировал отрасли жилищно-коммунального хозяйства, транспорта, связи, промышленности, инвестиций и малого и среднего предпринимательства региона.
В 2017 году Алтухов был избран депутатом Законодательного собрания Краснодарского края от Новороссийского избирательного округа, стал вице-спикером и председателем комитета по вопросам промышленности, инвестиций, предпринимательства, связи, потребительского и финансового рынков, внешнеэкономической деятельности. В 2021 году был избран депутатом Государственной думы VIII созыва по Туапсинскому одномандатному избирательному округу № 49. Вошёл в комитет по экономической политике. Из-за вторжения России на Украину находится под международными санкциями Евросоюза, США, Великобритании и ряда других стран. 22 марта 2023 года украинский суд заочно приговорил Алтухова к 15 годам лишения свободы с конфискацией имущества по статье о посягательстве на территориальную целостность и неприкосновенность Украины.

## Награды
- Орден Дружбы (25 апреля 2025 года) - за вклад в развитие парламентаризма, активную законотворческую деятельность и многолетнюю добросовестную работу.[6]